# فرد إل. بورتر
فرد إل. بورتر (بالإنجليزية: Fred L. Porter)‏ هو سياسي أمريكي، ولد في 12 نوفمبر 1877 في كرون بوينت في الولايات المتحدة، وتوفي في 5 سبتمبر 1938. حزبياً، نشط في الحزب الجمهوري. وقد انتخب عضو جمعية ولاية نيويورك.